# 安息日點戰役
安息日點戰役發生於1757年7月23日，是七年戰爭北美戰場中的一場伏擊戰。在海軍陸戰隊的科比埃少尉的領導下，450名法國-印第安聯軍與約翰·帕克上校指揮的350名英軍交戰。德·科比埃少尉早已知道英軍的計劃，伏擊並包圍了帕克的部隊，在隨後的潰敗中，英軍損失了約250人，其中近160人被殺或淹死，其餘人被俘。法軍只有一名男子受輕傷。

## 註腳
1. 1 2  Fowler, p. 120